# Quaterna
A quaterna vagy pergamoni quaterna pergamenfüzet, négy darab kettéhajtott (difolio) lapból áll. A hajtásnál egy vagy több helyen összeerősítették, így tizenhat oldalas füzet vált belőle.
Szinte kizárólag pergamenhez használták, mivel a papirusz nem bírja a hajtást és egyoldalas írófelülete van. A pergamen ezzel szemben összehajtható és kétoldalas írásra is alkalmas, amennyiben mindkét felét megfelelően kidolgozzák. A hagyomány szerint a kis-ázsiai Pergamonból terjedt el, mivel e város egy időben nem jutott hozzá a papiruszhoz. Rómában a császárság vége felé már általánosan használták a tekercsek és a viasztáblák helyett quaternio néven, s a mai könyv közvetlen elődjének, a pergamenkódexnek őse. A quaternák egymás mellé fűzésével áll elő a könyvformátum.
A papírból készített könyveknél a sexterniót használták, amely hatlapos, huszonnégy oldalas ívfüzet.